# Station Vallorcine
Station Vallorcine is een spoorwegstation in de Franse gemeente Vallorcine.